# جون أندر إنساوستي
جون أندر إنساوستي (بالإسبانية: Jon Ander Insausti)‏ (و. 1992  م) هو راكب دراجة هوائية إسباني، ولد في موتيلوا.

## سباقات أو مراحل فاز بها
| التاريخ        | السباق                 | المركز                                       |
| -------------- | ---------------------- | -------------------------------------------- |
| 22 مارس 2015   | شوليه باي دي لوار 2015 | الفائز في ترتيب النقاط للشباب، المركز الثاني |
| 04 فبراير 2018 | فولتا فالنسيا 2018     | السابع في تصنيف الجبال                       |

## روابط خارجية
- جون أندر إنساوستي على موقع الاتحاد الدولي للدراجات (الإنجليزية)
- جون أندر إنساوستي على موقع أرشيف الدراجات (الإنجليزية)
- جون أندر إنساوستي على موقع إحصائيات الدراجات الإحترافية (الإنجليزية)
- جون أندر إنساوستي على موقع نسبة الدراجات (الإنجليزية)
- جون أندر إنساوستي على موقع CycleBase (الإنجليزية)